# Living Shangri-La
Le Living Shangri-La est un gratte-ciel de 201 mètres de hauteur construit à Vancouver au Canada de 2005 à 2008. Il comprend 293 logements et 119 chambres d'hôtel de la chaine Shangri-La Hotels and Resort. La surface de plancher est de 64 692 m2 desservis par 9 ascenseurs.

## Description
Ce fut le premier hôtel de la chaine Shangri-La au Canada. La partie hôtelière dans les 15 premiers étages a été ouverte le 24 janvier 2009 après donc que les appartements au-dessus ne soient disponibles.
Dans les premiers étages se trouvent des commerces.
Dans les deux derniers étages se trouvent des appartements de grands luxe (penthouse) dont le prix en 2005 était de plus de 7,4 millions de $ dont un appartement couvrant tout le 61e étage d'une surface de 630 m2 avec une piscine, une vue de 360° sur la ville pour un prix de vente de 13 millions de $.
Les 3/4 des appartements ont été vendus dans les 10 jours suivant l'ouverture à la vente en septembre 2004.
L'immeuble comprend un spa, de grande taille, qui s'inspire des techniques de soins asiatiques et qui est le plus important de Vancouver.
Le projet annoncé en 2003 a coûté 350 millions de $ canadiens. L'immeuble a nécessité 3,1 millions d'heures de travail, 51 000 mètres cubes de béton, et 7 000 tonnes d'acier renforcé. Les fondations ont nécessité d'enlever 80 000 mètres cubes de terrain. Durant l'activité la plus importante du chantier, 1 000 salariés étaient au travail en construisant 1 étage par semaine.
Il n'y a pas d'étages numérotés 4 et 13.
L'immeuble qui a une forme triangulaire du fait des règles de zonage a été conçu par l'architecte canadien James KM Cheng.
Le Living Shangri-La est le plus haut immeuble de Vancouver devant la Trump International Hotel and Tower et le One Wall Centre, ainsi que l'un des plus hauts de la chaine Shangri-La et de l'ouest canadien.